# Nordische Skispiele der OPA 2014

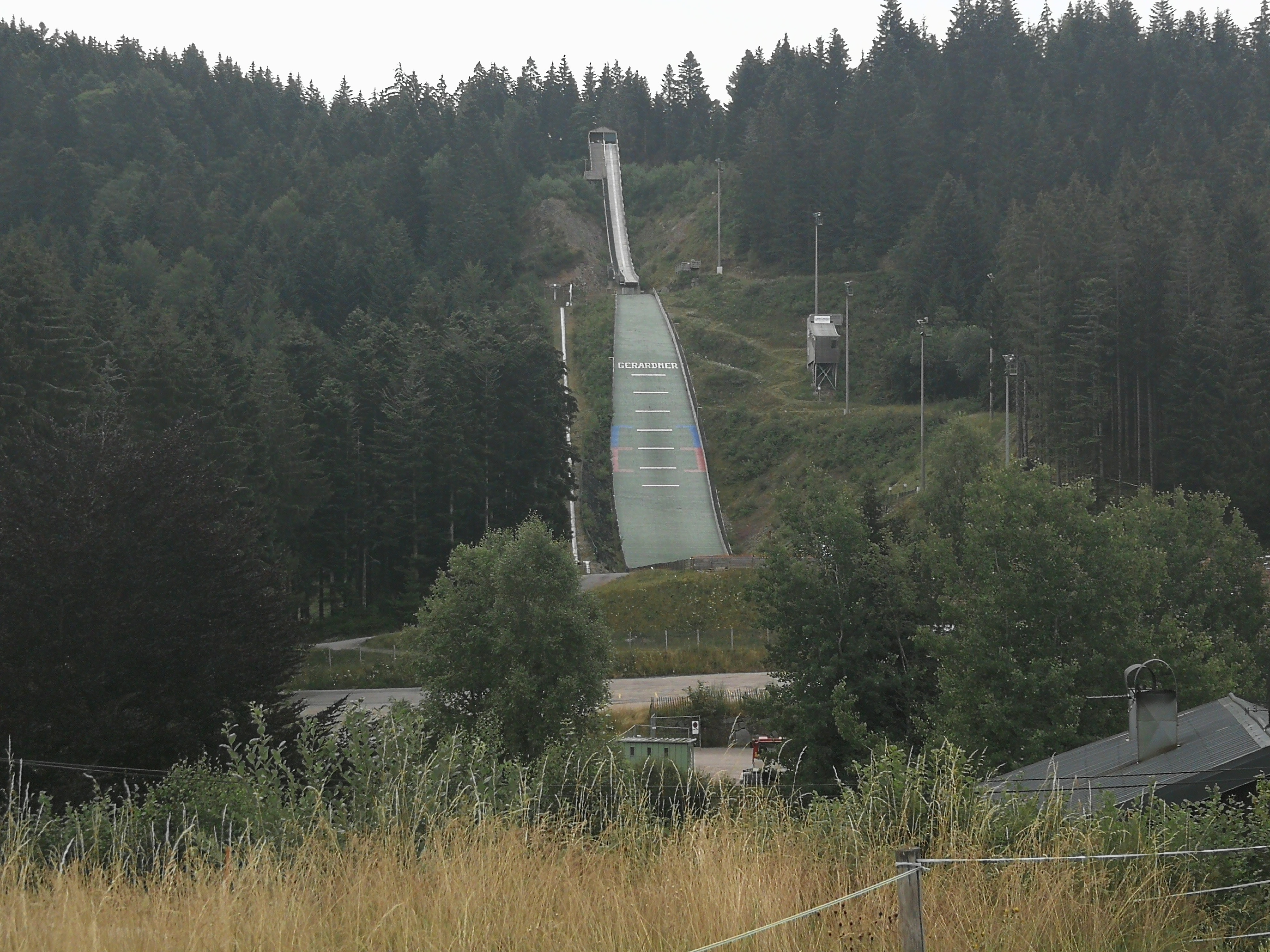
Skischanze von Gérardmer

Die 30. Nordischen Skispiele der OPA fanden am 1. und 2. März 2014 im französischen Gérardmer statt. Die Wettbewerbe im Skispringen und in der Nordischen Kombination wurden auf der Tremplin des Bas-Rupts (K65) ausgetragen. Die Wettbewerbe im Skilanglauf wurden bei diesen Skispielen nicht mehr veranstaltet.

## Medaillenspiegel

### Nationen
| Platz | Land        | Gold | Silber | Bronze | Gesamt |
| ----- | ----------- | ---- | ------ | ------ | ------ |
| 1     | Österreich  | 6    | 3      | 4      | 13     |
| 2     | Deutschland | 3    | 2      | 2      | 7      |
| 3     | Italien     | 0    | 2      | 0      | 2      |
| 4     | Slowenien   | 0    | 2      | 2      | 4      |
| 5     | Frankreich  | 0    | 0      | 1      | 1      |

### Sportler
| Platz | Sportler(in)           | Land | Gold | Silber | Bronze | Gesamt |
| ----- | ---------------------- | ---- | ---- | ------ | ------ | ------ |
| 1     | Julia Huber            | AUT  | 2    | 0      | 0      | 2      |
|       | Claudia Purker         | AUT  | 2    | 0      | 0      | 2      |
|       | Paul Winter            | GER  | 2    | 0      | 0      | 2      |
| 4     | Mika Vermeulen         | AUT  | 1    | 0      | 0      | 1      |
|       | Hans Neubert           | GER  | 1    | 0      | 0      | 1      |
|       | Justin Moczarski       | GER  | 1    | 0      | 0      | 1      |
|       | Anton Schlütter        | GER  | 1    | 0      | 0      | 1      |
|       | Maximilian Lienher     | AUT  | 1    | 0      | 0      | 1      |
|       | Axel Mayländer         | GER  | 1    | 0      | 0      | 1      |
|       | Tim Fuchs              | GER  | 1    | 0      | 0      | 1      |
|       | Martin Hamann          | GER  | 1    | 0      | 0      | 1      |
| 12    | Janni Reisenauer       | AUT  | 1    | 1      | 0      | 1      |
|       | Vinzenz Geiger         | GER  | 1    | 1      | 0      | 1      |
| 14    | Elisabeth Raudaschl    | AUT  | 1    | 0      | 1      | 2      |
| 15    | Aaron Kostner          | ITA  | 0    | 1      | 0      | 1      |
|       | Philipp Kuttin         | AUT  | 0    | 1      | 0      | 1      |
|       | Stefan Hauser          | AUT  | 0    | 1      | 0      | 1      |
|       | Aljaž Osterc           | SLO  | 0    | 1      | 0      | 1      |
|       | Matja Stemberger       | SLO  | 0    | 1      | 0      | 1      |
|       | Nik Fabijan            | SLO  | 0    | 1      | 0      | 1      |
|       | Urban Rogelj           | SLO  | 0    | 1      | 0      | 1      |
|       | Lara Malsiner          | ITA  | 0    | 1      | 0      | 1      |
|       | Arantxa Lancho         | GER  | 0    | 1      | 0      | 1      |
|       | Luisa Görlich          | GER  | 0    | 1      | 0      | 1      |
| 25    | Philipp Beikircher     | AUT  | 0    | 1      | 1      | 2      |
|       | Florjan Jelovcan       | SLO  | 0    | 1      | 1      | 2      |
|       | Markus Rupitsch        | AUT  | 0    | 1      | 1      | 2      |
|       | Sonja Schoitsch        | AUT  | 0    | 1      | 1      | 2      |
|       | Agnes Reisch           | GER  | 0    | 1      | 1      | 2      |
| 30    | Nils Albrecht          | GER  | 0    | 0      | 1      | 1      |
|       | Lilian Vaxelaire       | FRA  | 0    | 0      | 1      | 1      |
|       | Mathias Caudy          | FRA  | 0    | 0      | 1      | 1      |
|       | Brice Ottonello        | FRA  | 0    | 0      | 1      | 1      |
|       | Laurent Muhlethaler    | FRA  | 0    | 0      | 1      | 1      |
|       | Mika Schwann           | AUT  | 0    | 0      | 1      | 1      |
|       | Jan-Oswald Krassnegger | AUT  | 0    | 0      | 1      | 1      |
|       | Michael Falkensteiner  | AUT  | 0    | 0      | 1      | 1      |
|       | Patrick Kogler         | AUT  | 0    | 0      | 1      | 1      |
|       | Lisa Eder              | AUT  | 0    | 0      | 1      | 1      |
|       | Sarah Rieder           | AUT  | 0    | 0      | 1      | 1      |

## Pokalwertung
| Platz | Land | Skispringen | Skispringen | Skispringen | Skispringen | Nordische Kombination | Nordische Kombination | Nordische Kombination | Gesamt- wertung |
| ----- | ---- | ----------- | ----------- | ----------- | ----------- | --------------------- | --------------------- | --------------------- | --------------- |
|       |      | S15 m       | J16/17 m    | Team        | 15-17 w     | S15                   | J16/J17               | Team                  |                 |

## Nordische Kombination

### Schüler (4 km)
| Platz | Sportler         | Land | Weite  | Punkte | Rückstand      | Endzeit     |
| ----- | ---------------- | ---- | ------ | ------ | -------------- | ----------- |
| 01    | Mika Vermeulen   | AUT  | 60,5 m | 100,2  | 0:27 s (5.)    | 12:13,6 min |
| 02    | Aaron Kostner    | ITA  | 62,5 m | 105,5  | 0:06 s (2.)    | 12:24,7 min |
| 03    | Nils Albrecht    | GER  | 61,5 m | 100,1  | 0:27 s (3.)    | 12:40,6 min |
| 04    | Julian Schmid    | GER  | 63,5 m | 106,9  | 0:00 s (1.)    | 13:05,9 min |
| 05    | Giulio Bezzi     | ITA  | 61,5 m | 102.1  | 0:19 s (3.)    | 13:16,5 min |
| 06    | Lorenz Schlütter | GER  | 62,5 m | 101,5  | 0:22 s (6.)    | 13:37,5 min |
| 07    | Theo Rochat      | FRA  | 55,5 m | 84,7   | 1:29 min (11.) | 13:45,8 min |
| 08    | Tim Kopp         | GER  | 55,0 m | 84,0   | 1:32 min (12.) | 13:48,3 min |
| 09    | Niclas Heumann   | GER  | 59,0 m | 91.1   | 1:03 min (9.)  | 13:54,4 min |
| 10    | Tom Forbrich     | GER  | 53,5 m | 80,4   | 1:46 min (14.) | 13:58,9 min |

Datum: 1. März 2014
Es waren 33 Schüler am Start und 32 kamen in die Wertung.

### Jugend (6 km)
| Platz | Sportler           | Land | Weite  | Punkte | Rückstand      | Endzeit     |
| ----- | ------------------ | ---- | ------ | ------ | -------------- | ----------- |
| 01    | Janni Reisenauer   | AUT  | 68,5 m | 121.4  | 0:00 s (1.)    | 16:15,7 min |
| 02    | Vinzenz Geiger     | GER  | 64,5 m | 108.8  | 0:50 s (3.)    | 16:35,1 min |
| 03    | Philipp Beikircher | AUT  | 65,0 m | 111.5  | 0:40 s (2.)    | 16:52,3 min |
| 04    | Hans Neubert       | GER  | 59,0 m | 93.6   | 1:51 min (10.) | 17:11,0 min |
| 05    | Denis Klarin       | GER  | 60,0 m | 96.5   | 1:40 min (9.)  | 17:11,5 min |
| 06    | Anton Schlütter    | GER  | 63,0 m | 105.2  | 1:05 min (4.)  | 17:17,6 min |
| 07    | Luca Gianmoena     | ITA  | 61,0 m | 100.4  | 1:24 min (7.)  | 17:25,0 min |
| 08    | Lilian Vaxelaire   | FRA  | 61,5 m | 102.1  | 1:17 min (6.)  | 17:50,9 min |
| 09    | Constantin Schnurr | GER  | 62,0 m | 99.3   | 1:28 min (8.)  | 17:54,3 min |
| 10    | Brice Ottonello    | FRA  | 62,0 m | 103.8  | 1:10 min (5.)  | 18:15,5 min |

Datum: 1. März 2014
Es waren 25 Jugend am Start und 24 kamen in die Wertung.

### Team (4 × 3,3 km)
| Platz | Sportler                                                           | Land    | Einzelpunkte                                  | Punkte             | Laufzeiten | Endzeit     |
| ----- | ------------------------------------------------------------------ | ------- | --------------------------------------------- | ------------------ | ---------- | ----------- |
| 01    | Hans Neubert Justin Moczarski Anton Schlütter Vinzenz Geiger       | GER I   | 072,1 (6.) 091,0 (3.) 081,1 (5.) 100,9 (2.)   | 345,1 + 0:20 (2.)  |            | 38:04,5 min |
| 02    | Philipp Kuttin Stefan Hauser Janni Reisenauer Philipp Beikircher   | AUT I   | 068,7 (6.) 030,9 (13.) 094,6 (2.) 104,7 (1.)  | 298,9 + 1:22 (5.)  |            | 38:59,2 min |
| 03    | Lilian Vaxelaire Mathias Caudy Brice Ottonello Laurent Muhlethaler | FRA I   | 104,5 (1.) 080,6 (3.) 102,1 (2.) 073,2 (5.)   | 360,4 + 0:00 (1.)  |            | 39:11,2 min |
| 04    | Constantin Schnurr Tim Kopp Denis Klarin Tom Forbrich              | GER II  | 097,0 (1.) 052,5 (9.) 095,1 (3.) 066,8 (8.)   | 311,4 + 1:05 (3.)  |            | 40:26,0 min |
| 05    | Luca Gianmoena Mirco Sieff Denis Parolari Martin Taschler          | ITA I   | 075,1 (4.) 070,0 (7.) 075,5 (6.) 032,3 (12.)  | 252,9 + 1:05 (8.)  |            | 41:41,6 min |
| 06    | Nils Albrecht Niclas Heumann Julian Schmid Lorenz Schlütter        | GER III | 078,4 (4.) 087,8 (3.) 065,7 (6.) 067,6 (12.)  | 299,5 + 1:21 (4.)  |            | 42:30,5 min |
| 07    | Johannes Gschier Christian Deuschl Florian Dagn Mika Vermeulen     | AUT II  | 066,6 (11.) 062,6 (7.) 042,6 (11.) 104,5 (1.) | 276,3 + 1:52 (6.)  |            | 42:31,9 min |
| 08    | Urban Klinc Vid Vrhovnik Gasper Brecl Matevz Malovrh               | SLO I   | 046,9 (10.) 074,1 (5.) 056,3 (9.) 066,7 (9.)  | 244,0 + 2:35 (11.) |            | 42:47.6 min |
| 09    | Yann Laheurte Mael Tyrode Ghislain Airiau Theo Rochat              | FRA II  | 075,8 (5.) 039,5 (13.) 062,9 (8.) 066,9 (10.) | 245,1 + 2:34 (10.) |            | 42:47,6 min |
| 10    | Titouan Suisse Joris Fumey Leo Ponceot Loic Didier                 | FRA III | 090,2 (9.) 068,8 (7.) 028,0 (12.) 058,5 (8.)  | 245,5 + 2:33 (9.)  |            | 46:35,8 min |

Datum: 2. März 2014
Es waren 13 Teams am Start und 12 kamen in die Wertung.

## Skispringen Jungen

### Schüler
| Platz | Sportler           | Land | Weite 1 | Punkte |
| ----- | ------------------ | ---- | ------- | ------ |
| 01    | Maximilian Lienher | AUT  | 064,0 m | 108,1  |
| 02    | Aljaž Osterc       | SLO  | 063,5 m | 107,4  |
| 03    | Mika Schwann       | AUT  | 063,0 m | 106,7  |
| 04    | Kristjan Lesnik    | SLO  | 062,0 m | 102,8  |
| 05    | Domen Prevc        | SLO  | 061,0 m | 100,9  |
| 06    | Simon Hüttel       | GER  | 061,0 m | 099,9  |
|       | Edgar Vallet       | FRA  | 061,0 m | 099,9  |
| 08    | Constantin Schmid  | GER  | 060,5 m | 099,7  |
| 09    | Jonathan Learoyd   | FRA  | 060,5 m | 099,2  |
| 10    | Julian Wackernell  | AUT  | 059,5 m | 097,8  |

Datum: 2. März 2014

Es waren 32 Jungen am Start und kamen in die Wertung

### Junioren
| Platz | Sportler         | Land | Weite 1 | Punkte |
| ----- | ---------------- | ---- | ------- | ------ |
| 01    | Paul Winter      | GER  | 070,0 m | 125,5  |
| 02    | Markus Rupitsch  | AUT  | 066,0 m | 114,4  |
| 03    | Florjan Jelovcan | SLO  | 065,5 m | 113,2  |
| 04    | Alex Insam       | ITA  | 065,0 m | 113,0  |
| 05    | Tim Fuchs        | GER  | 065,5 m | 111,7  |
| 06    | Axel Mayländer   | GER  | 064,0 m | 108,6  |
| 07    | Martin Diess     | AUT  | 064,0 m | 108,1  |
| 08    | Martin Hamann    | GER  | 063,5 m | 107,4  |
| 09    | Patrick Kogler   | AUT  | 063,0 m | 106,2  |
|       | Jeremy Pointu    | FRA  | 063,0 m | 106,2  |

Datum: 2. März 2014

Es waren 31 Jungen am Start und kamen in die Wertung

### Team
| Platz | Sportler                                                                    | Land    | Weite 1                             | Weite 2                             | Punkte |
| ----- | --------------------------------------------------------------------------- | ------- | ----------------------------------- | ----------------------------------- | ------ |
| 01    | Axel Mayländer Tim Fuchs Martin Hamann Paul Winter                          | GER I   | 0 68,0 m 0 68,0 m 0 71,0 m 0 70,0 m | 0 68,5 m 0 70,5 m 0 69,0 m 0 72,0 m | 994,3  |
| 02    | Matija Stemberger Nik Fabijan Florjan Jelovcan Urban Rogelj                 | SLO I   | 0 65,0 m 0 64,0 m 0 70,5 m 0 64,0 m | 0 66,0 m 0 69,5 m 0 68,5 m 0 63,0 m | 917,2  |
| 03    | Jan-Oswald Krassnegger Markus Rupitsch Michael Falkensteiner Patrick Kogler | AUT I   | 0 67,5 m 0 69,0 m 0 66,0 m 0 60,0 m | 0 66,0 m 0 69,0 m 0 61,0 m 0 63,0 m | 897,1  |
| 04    | Felix Hoffmann Simon Hüttel Constantin Schmid Johannes Schubert             | GER II  | 0 66,5 m 0 64,0 m 0 61,0 m 0 64,5 m | 0 68,0 m 0 65,5 m 0 59,0 m 0 64,5 m | 870,7  |
| 05    | Jonathan Learoyd Edgar Vallet Jeremy Pointu Paul Brasme                     | FRA III | 0 61,5 m 0 61,0 m 0 67,0 m 0 60,5 m | 0 61,5 m 0 61,5 m 0 65,0 m 0 61,5 m | 832,8  |
| 06    | Mika Schwann Timo Neuhold Julian Wackernell Martin Diess                    | AUT II  | 0 64,5 m 0 60,0 m 0 60,5 m 0 64,5 m | 0 65,0 m 0 60,0 m 0 58,5 m 0 65,0 m | 830,2  |
| 07    | Kevin Romang Pascal Fuchs Luca von Gruenigen Tobias Birchler                | SUI I   | 0 65,0 m 0 61,0 m 0 66,0 m 0 61,5 m | 0 62,0 m 0 60,5 m 0 62,0 m 0 60,5 m | 828,4  |
| 08    | Aljaž Osterc Domen Prevc Timi Zajc Kristijan Lesnik                         | SLO II  | 0 67,5 m 0 63,5 m 0 55,0 m 0 61,0 m | 0 66,5 m 0 66,0 m 0 54,5 m 0 60,5 m | 816,3  |
| 09    | Maximilian Lienher Philipp Haagen Naim Stanfel Clemens Leitner              | AUT II  | 0 65,5 m 0 61,5 m 0 60,5 m 0 59,0 m | 0 66,0 m 0 62,0 m 0 59,5 m 0 59,0 m | 812,7  |
| 10    | Kevin Rosenwirth Alessio Longo Joy Senoner Alex Insam                       | ITA I   | 0 54,0 m 0 58,0 m 0 62,5 m 0 63,5 m | 0 55,5 m 0 61,0 m 0 60,0 m 0 63,5 m | 774,7  |

Datum: 2. März 2014

Es waren 15 Teams am Start und kamen in die Wertung

## Skispringen Mädchen

### Schülerinnen
| Platz | Sportler        | Land | Weite 1 | Punkte |
| ----- | --------------- | ---- | ------- | ------ |
| 01    | Claudia Purker  | AUT  | 059,5 m | 095,8  |
| 02    | Lara Malsiner   | ITA  | 055,0 m | 084,0  |
| 03    | Agnes Reisch    | GER  | 053,0 m | 077,7  |
| 04    | Lisa Eder       | AUT  | 051,5 m | 073,1  |
| 05    | Océane Paillard | FRA  | 050,5 m | 072,2  |
| 06    | Arantxa Lancho  | GER  | 051,0 m | 071,4  |
| 07    | Henriette Kraus | GER  | 048,0 m | 062,7  |
| 08    | Anita Seretinek | SLO  | 047,0 m | 061,3  |
| 09    | Lucile Morat    | FRA  | 045,5 m | 047,7  |
| 10    | Marine Bressand | FRA  | 043,0 m | 049,7  |

Datum: 1. März 2014

Es waren 13 Mädchen am Start und kamen in die Wertung

### Juniorinnen
| Platz | Sportler            | Land | Weite 1 | Punkte |
| ----- | ------------------- | ---- | ------- | ------ |
| 01    | Julia Huber         | AUT  | 060,0 m | 096,0  |
| 02    | Sonja Schoitsch     | AUT  | 059,0 m | 093,1  |
| 03    | Elisabeth Raudaschl | AUT  | 054,0 m | 079,6  |
| 04    | Luisa Görlich       | GER  | 051,5 m | 074,1  |
| 05    | Agata Stare         | SLO  | 051,0 m | 072,9  |
| 06    | Erja Zelger         | SUI  | 050,5 m | 071,7  |
| 07    | Marie Hoyau         | FRA  | 047,0 m | 060,8  |
| 08    | Sophia Görlich      | GER  | 044,0 m | 055,1  |
| 09    | Leoni Kindl         | GER  | 037,5 m | 034,5  |

Datum: 1. März 2014

Es waren neun Mädchen am Start und kamen in die Wertung

### Team
| Platz | Sportler                                       | Land   | Weite 1                    | Weite 2                    | Punkte |
| ----- | ---------------------------------------------- | ------ | -------------------------- | -------------------------- | ------ |
| 01    | Claudia Purker Julia Huber Elisabeth Raudaschl | AUT I  | 0 55,5 m 0 55,0 m 0 61,5 m | 0 65,0 m 0 61,5 m 0 64,5 m | 590,2  |
| 02    | Arantxa Lancho Luisa Görlich Agnes Reisch      | GER I  | 0 51,0 m 0 45,5 m 0 56,0 m | 0 61,5 m 0 57,5 m 0 63,5 m | 517,0  |
| 03    | Lisa Eder Sarah Rieder Sonja Schoitsch         | AUT II | 0 47,5 m 0 44,5 m 0 58,5 m | 0 62,0 m 0 53,5 m 0 62,5 m | 491,9  |
| 04    | Lucile Morat Océane Paillard Marie Hoyau       | FRA    | 0 41,0 m 0 47,0 m 0 52,0 m | 0 47,5 m 0 53,5 m 0 56,5 m | 413,5  |
| 05    | Leoni Kindl Sophia Görlich Henriette Kraus     | GER II | 0 43,0 m 0 46,5 m 0 51,5 m | 0 50,0 m 0 53,5 m 0 54,0 m | 412,4  |

Datum: 2. März 2014

Es waren fünf Teams am Start und kamen in die Wertung